# Banda de los Cuatro
La Banda de los Cuatro (en chino tradicional, 四人幫; en chino simplificado, 四人帮; pinyin, sì rén bāng) es el nombre que recibió un grupo de altos dirigentes del Partido Comunista de China que fueron expulsados del mismo y puestos bajo arresto tras la muerte de Mao Zedong en 1976, siendo declarados culpables de crímenes y abusos cometidos durante la Revolución Cultural y marcando, de hecho, el final de esta mezcla de experimento social y lucha de facciones que Mao lanzara en 1966 como parte de su enfrentamiento con otros líderes como Liu Shaoqi, Deng Xiaoping o Peng Zhen.

## Historia
El grupo principal, las cuatro personas que dan nombre al grupo, lo componían, Jiang Qing, Zhang Chunqiao, Yao Wenyuan y Wang Hongwen, quienes desempeñaron altos cargos en el Gobierno de la República Popular China durante los últimos años de la vida de Mao. Jiang Qing, patrocinada por Mao, en 1966 estaba al frente del aparato cultural del Estado mientras que los otros tres eran altos dirigentes del PCCh en Shanghái. Este grupo estaba apoyado por otros políticos y personas del partido, entre ellas destacar dos hombres, ya fallecidos en 1976, Kang Sheng y Xie Fuzhi, que fueron también acusados de pertenecer a la banda, así como el líder militar Lin Biao, que murió en un extraño accidente de aviación en 1971 y a cuya campaña posterior de desprestigio se sumó —junto a Mao— la propia Jiang. Lin Biao estaba considerado como un sucesor posible de Mao en el contexto del partido y del gobierno.
Sin embargo, fue con la muerte de Lin Biao cuando la Revolución Cultural comenzó a flaquear, pues los nuevos dirigentes del Ejército empezaron a presionar por un retorno al orden en vista de las tensiones fronterizas con la URSS, siendo que el caos y la violencia características de la Revolución Cultural suponían en realidad una pesada carga para el país en un momento de gran tensión internacional.
Aprovechando el momento, el primer ministro Zhou Enlai, que se había sabido mantener equidistante entre las facciones, aceptando la Revolución Cultural, pero sin impulsarla, consiguió reintroducir a su protegido Deng Xiaoping en la cúpula del Partido en 1973, a pesar de que Deng había sufrido agresiones físicas y arrestos arbitrarios a manos de los Guardias Rojos durante la Revolución Cultural —llegando estos incluso a dejar paralítico al hijo de Deng tras múltiples palizas y vejaciones—.
Algunas fuentes de información chinas afirman[cita requerida] que el propio Mao Zedong trató vanamente de anular el poder e influencia de la Banda de los Cuatro en su último año de vida y que, a su muerte, estos intentaron forzar su propio ascenso al poder mediante intrigas y amenazas contra otros altos jefes del Partido Comunista de China. Hasta hoy los acontecimientos siguen permaneciendo oscuros y poco claros.

## Caída
Zhou Enlai murió en enero de 1976, y en los meses siguientes de duelo, se produjo una lucha de poder en los niveles más altos del partido. El reformista Deng Xiaoping fue nombrado premier interino, mientras que la Banda de los Cuatro comenzó a usar sus medios de comunicación para criticar a Deng y movilizar a sus grupos de milicias urbanas. Gran parte de la seguridad militar y del partido permaneció bajo el control de los miembros del partido del Comité Central, quienes generalmente asumieron un papel cauteloso en la mediación entre el reformista Deng y la radical Banda de los Cuatro. Acordaron la destitución de Deng de su cargo después del Incidente de Tiananmen de abril, pero tomaron medidas para asegurarse de que Deng y sus aliados no sufrieran daños personales en el proceso.
El 9 de septiembre murió el presidente Mao, y su sucesor no fue un miembro de la facción radical sino el desconocido Hua Guofeng, elegido por los delegados de la Asamblea Popular Nacional de China debido al temor y el odio que los métodos violentos de la "Banda de los Cuatro" habían cosechado entre los mandos altos y medios del Partido, y con apoyo militar, Hua arrestó a los dirigentes radicales, acuñando por vez primera el término Banda de los Cuatro en medio de una masiva campaña de desprestigio que los culpaba de los excesos, abusos y crímenes ocurridos durante la Revolución Cultural. Para 1978, Deng Xiaoping se había convertido, de facto, en el hombre fuerte del Partido.

Zhang Sizhi (centro) y su equipo en el banco de defensa durante el juicio de los generales de la Banda de los Cuatro y Lin Biao en el invierno de 1980-1981

En 1981, los integrantes de la Banda de los Cuatro fueron sometidos a un juicio público en el que se les acusó de actividades contra el Partido, ataques contra la ideología del marxismo-leninismo, y delitos comunes contra sus rivales reales o presuntos (arrestos arbitrarios, palizas, asesinatos...). Jiang Qing y Zhang Chunqiao se negaron a admitir las acusaciones, siendo condenados por ello a la pena de muerte, mientras que Yao Wenyuan y Wang Hongwen declararon arrepentimiento por lo que su condena fue de 20 años de cárcel. Posteriormente, las condenas a muerte serían conmutadas y con el tiempo los cuatro fueron puestos en libertad, aunque vivirían toda su vida en el ostracismo.
Jiang Qing fue puesta en libertad bajo fianza a principios de mayo de 1991 para recibir tratamiento médico por padecer cáncer de garganta. Diez días después de su puesta en libertad se suicidó, según la versión oficial. Según otros informes, Jiang Qing se suicidó en la cárcel tras 10 años de vida en prisión.